# Asano Naganori
Asano Naganori (浅野長矩, Edo, 28 de setembro de 1667 – Edo, 21 de abril de 1701) foi o daimyo do Domínio de Akō no Japão (1675 - 1701). Seu título era Takumi no Kami (内匠頭). Ele é conhecido como a pessoa que desencadeou uma série de incidentes retratados na conhecida história Chūshingura, um dos temas favoritos dos teatros kabuki e bunraku, e dos livros e filmes japoneses.

## Biografia
Nascido em Edo, Naganori era o filho mais velho de Asano Nagatomo. Sua família era um ramo do Clã Asano, cuja linhagem principal se encontrava em Hiroshima. Seu avô, Naganao, foi nomeado daimyo de Ako, com 50 mil koku. Após a morte de Naganao em 1671, Nagatomo o sucedeu como chefe da propriedade, mas morreu após três anos, em 1675. Asano Naganori sucedeu seu pai aos nove anos de idade.
Em 1680, foi nomeado Takumi no Kami, o chefe dos carpinteiros da corte imperial, mas, como tantas outras posições concedidas a samurais naquela época, tratava-se de um cargo simbólico e com significado honorário. Por ser daimyo de um pequeno feudo, ele foi nomeado diversas vezes para cargos menores e temporários dentro do xogunato Tokugawa. Em 1683, Nagatomo foi indicado, junto com Kamei Korechika (daimyo de Tsuwano), organizar uma recepção para os emissários da corte imperial ao xogunato. Para realizar esta tarefa, os oficiais precisavam receber instruções sobre a etiqueta da corte. O instrutor era Kira Yoshinaka, um kōke de alto escalão, Mestre de Cerimônias do Shogunato, que, entre outras funções, era responsável por supervisionar as recepções feitas a nobres convidados vindos de Kyoto.
Em 1694, Naganori adoeceu gravemente. Ele não tinha filhos e, portanto, nenhum herdeiro naquela época. Quando um daimyo morria sem determinar um herdeiro, sua casa era dissolvida pelo shogunato e suas terras eram confiscadas; seus servos se tornavam ronin, samurais sem mestre. Para evitar que isso acontecesse, Naganori adotou seu jovem irmão Asano Nagahiro, apelidado de Daigaku, que foi aceito como seu herdeiro pelo shogunato.
Em 1701, ele foi selecionado uma segunda vez para o mesmo cargo. Acredita-se que, então, seu relacionamento com Kira Yoshinaka não era bom, e que a tensão entre eles aumentou.

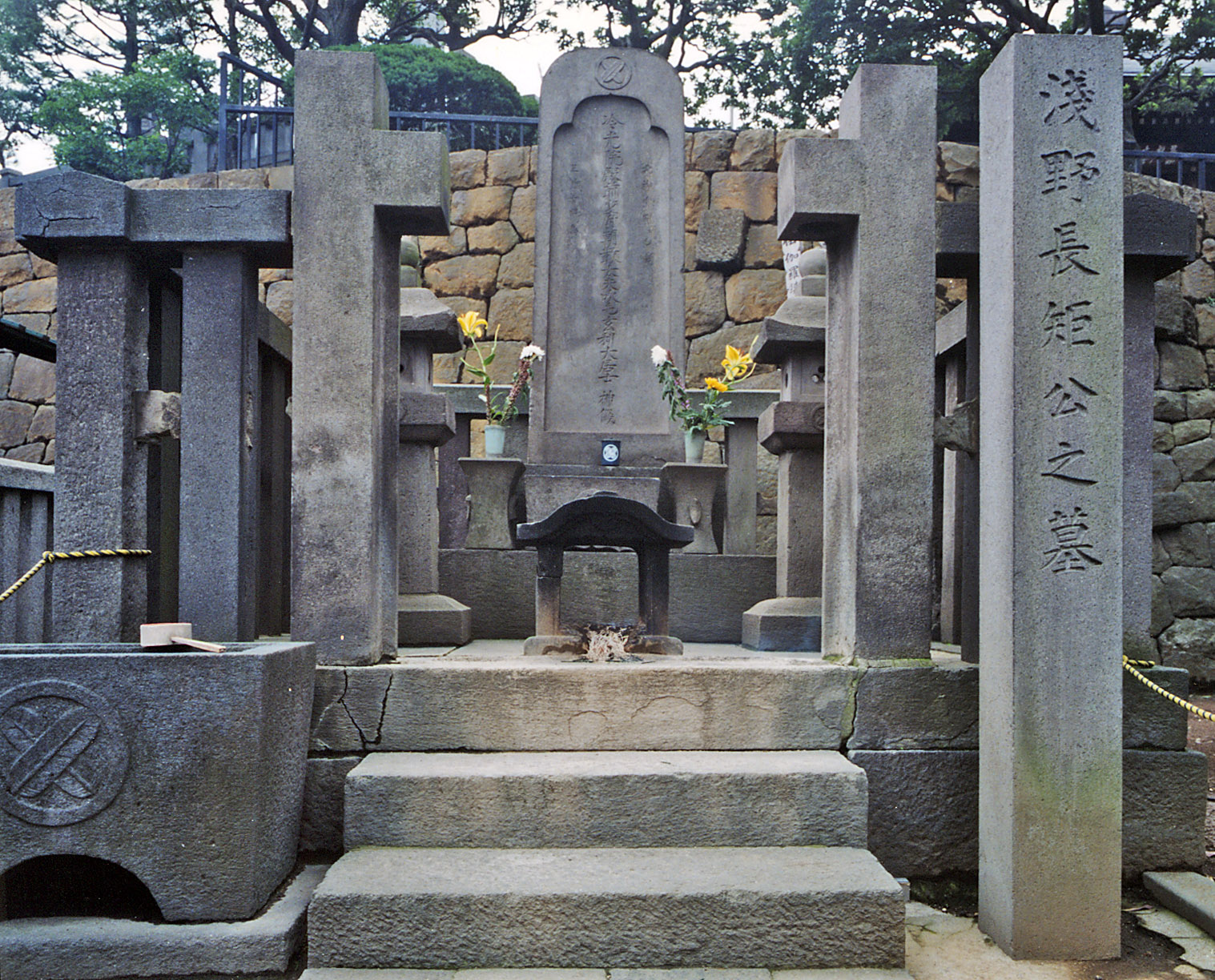
Túmulo de Asano Naganori em Sengaku-ji

No dia de sua morte, ele desembainhou a espada e tentou matar Kira no Corredor de Pinheiros do Castelo de Edo. Conseguiu ferir seu adversário, mas não o matou, sendo preso por Kajikawa Yoriteru, guarda do castelo. No mesmo dia, o quinto shogun Tokugawa, Tsunayoshi, condenou-o a cometer seppuku, o que ele realiza após escrever seu poema de morte:
「風さそふ花よりもなほ我はまた春の名残をいかにとやせん」
"Kaze sasofu / hana yori mo naho / ware wa mata / haru no nagori o / ika ni toyasen."

"Mais do que as flores de cerejeira, Convidando o vento para soprá-las, Eu me pergunto o que fazer, Com o resto da primavera."
Ele está enterrado no cemitério em Sengaku-ji. Seus servos se tornaram ronin quando o shogunato confiscou suas terras. Sob a liderança de Oishi Kuranosuke, eles executam uma vingança pela morte de seu senhor assassinando Kira em sua mansão em Edo, em 30 de janeiro de 1703.

## Outras leituras
- Nakajima Shizuo 中島静雄 (1985). Asano Takumi no Kami ninjō no himitsu: seishinkai no mita Akō Jiken 浅野内匠頭刃傷の秘密 : 精神科医の見た赤穂事件. Sapporo: Medikaru Paburishiti.